# Zenón Franco Ocampos
Zenón Franco Ocampos (ur. 12 maja 1956 w Asunción, zm. 1 października 2024 w Santiago de Compostela) – paragwajski szachista, dziennikarz i trener szachowy, pierwszy arcymistrz w historii tego kraju (tytuł otrzymał w 1990 roku), w latach 1995–2001 reprezentant Hiszpanii.

## Kariera szachowa
Od połowy lat 70. należy do ścisłej czołówki paragwajskich szachistów. W 1976 r. zdobył tytuł mistrza kraju oraz zadebiutował w narodowej drużynie na szachowej olimpiadzie w Hajfie. Do 2008 r. w turniejach olimpijskich wziął udział łącznie 10 razy (w 1998 r. w barwach Hiszpanii), dwukrotnie (Lucerna 1982, Nowy Sad 1990) zdobywając złote medale za najlepsze wyniki na I szachownicy. W 1999 r. zdobył w Palencii tytuł indywidualnego wicemistrza Hiszpanii.
Wielokrotnie startował w turniejach międzynarodowych, odnosząc szereg sukcesów, m.in.:
- 1977 – Piriápolis (II m. za Francisco Troisem),
- 1981 – Buenos Aires (I m.), San Pedro de Jujuy (mistrzostwa państw panamerykańskich, I m.),
- 1983 – Vrnjačka Banja (dz. I m. wspólnie z Nickiem de Firmianem, Slaboljubem Marjanoviciem i Boško Abramoviciem), Asunción (dz. II m. za Gilberto Milosem, wspólnie z Francisco Troisem),
- 1988 – Buenos Aires (turniej Konex, dz. I m. wspólnie z Gilberto Milosem)[6],
- 1991 – Elgoibar (I m.), Las Palmas (dz. I m. wspólnie z Wiktorem Korcznojem i Weselinem Topałowem),
- 1992 – Javea (dz. I m. wspólnie z m.in. Jaanem Eslonem),
- 1994 – San Sebastian (dz. I m. wspólnie z Ulfem Anderssonem i Felixem Izeta Txabarrim), Canete (dz. I m. wspólnie z Carlosem Garcią Palermo),
- 1995 – Santa Cruz de La Palma (dz. I m. wspólnie z Diego Adlą(inne języki) i Miodragiem Todorčeviciem), Mondariz (dz. I m. wspólnie z Rafaelem Rodriguezem Lopezem(inne języki)),
- 1997 – Toscolano (dz. I m. wspólnie z Giulio Borgo(inne języki) i Nenadem Šulavą), Cienfuegos (turniej Premier I memoriału José Raúla Capablanki, dz. II m. za Thomasem Lutherem, wspólnie z Carlosem Matamorosem Franco),
- 1998 – Dos Hermanas (II m. za Hichemem Hamdouchim, wspólnie z Władimirem Jepiszynem),
- 2000 – Pampeluna (dz. I m. wspólnie z m.in. Rusłanem Pogorełowem, Stuartem Conquestem i Almirą Skripczenko), Palma de Mallorca (II m. za Francisco Vallejo Ponsem),
- 2001 – Malaga (dz. I m. wspólnie z Reynaldo Verą, Mihai Șubą, Roberto Cifuentesem Paradą i Carlosem Matamorosem Franco), Hawana (turniej Premier I memoriału José Raúla Capablanki, II m. za Renierem Vázquezem Igarzą),
- 2002 – Asunción (dz. I m. wspólnie z Eduardo Peraltą(inne języki) i Jorge Gomezem Baillo(inne języki)), Mondariz (dz. II m. za Iwanem Czeparinowem, wspólnie z Borysem Czatałbaszewem),
- 2003 – Mondariz (II m. za Bu Xiangzhim),
- 2005 – Ourense (I m.)[7],
- 2014 – Lorca (dz. I m. wspólnie z José Carlosem Ibarra Jerezem(inne języki))[8].

Najwyższy ranking w dotychczasowej karierze osiągnął 1 lipca 2004 r., z wynikiem 2542 punktów zajmował wówczas pierwsze miejsce wśród paragwajskich szachistów.
Był autorem kilku książek poświęconych tematyce szachowej, prowadził również szachową kolumnę w portalu www.abc.com.py, w której analizował partie arcymistrzów oraz omawiał bieżące wydarzenia ze świata szachów.

## Publikacje
- Usted Juega, ISBN 99920-906-0-X
- Chess Self-Improvement, Gambit, ISBN 1-904600-29-8
- Winning Chess Explained, Gambit, ISBN 1-904600-46-8
- The English Opening, Gambit, ISBN 1-904600-59-X
- The Modern Benoni , Gambit, ISBN 1-904600-77-8
- Libro "Magistral Ciudad de León, 20 años de ajedrez" (wspólnie z Leontxo Garcíą),
- The Art of Attacking Chess , Gambit, ISBN 1-904600-97-2
- Ajedrez solitario, ISBN 970-803-085-6